# Лунін Сергій Ігорович
Лунін Сергій Ігорович (нар. 18 березня 1979 року, Харків) — український історик-архівіст і перекладач. Досліджував життя українського письменника Юрія Горліса-Горського та його роман «Холодний Яр». Переклав на російську мову з англійської праці українсько-американського історика Сергія Плохія, а також британських істориків Майкла Гранта, Делії Пембертон, Стівена М. Міллера.
З 2020 року виступає в публічному просторі проти Закону України «Про забезпечення функціонування української мови як державної», у червні 2020 року лобіював петицію до Президента України про його скасування.

## Життєпис
Народився 18 березня 1979 року у Харкові. Закінчив історичний факультет Харківського університету.
У 2012—2013 роках писав статті для Енциклопедії історії України та Енциклопедії сучасної України.
У 2015 році читав лекції у «Вільному університеті Майдан-Моніторинг» про український повстанський рух 1918—1921 років та Холодноярське повстання.
20 грудня 2015 року після передруку виданням Громадське радіо переліку Української Вікіпедії Хронологія заборон української мови, Сергій Лунін у коментарі виданню заявив, що «дані цитати з відкритих джерел [про заборони української мови] спотворені» та написав аналіз цитат, з наведенням указів із «Повного зібрання законів Російської імперії». Відтоді неодноразово висловлював свою думку щодо «мовних конфліктів» на різних майданчиках та виданнях, зокрема брав участь у дискусії що модерувалася Юрієм Володарським «Чи можлива глоссектомія? Дискусія про долю російської мови та культури в Україні» у рамках Книжкового арсеналу 2016, давав коментарі щодо «мовних конфліктів» у Португалії, Іспанії/Каталонії, Франції, Швейцарії тощо.

### Дослідження життя Юрія Горліс-Горського
У сфері наукових інтересів Луніна як історика — життєпис українського письменника Юрія Горліса-Горського та дослідження його роману «Холодний Яр». За словами дослідника повстанського руху в Україні 1917—1921 років Юрія Митрофаненка, саме Сергій Лунін здійснив найбільш ґрунтовні дослідження Холодного Яру серед сучасних українських істориків. Зокрема, він відшукав у галузевому архіві СБУ справу Юрія Горліс-Горського під іменем «Валентина Семянцова», завдяки чому вдалося встановити окремі деталі життя Горліс-Горського та його фотографію. Лунін здійснив ретельну верифікацію фактів, наведених у романі, та уточнив біографічні дані згаданих у ньому осіб, що дозволило спростувати низку міфів, які потрапили до української історіографії.
У 2016 році став автором першої розвідки про можливо втрачений документальний фільм 1939 року «Україна в огні» про Карпатську Україну;. Лунін займався цією темою у зв'язку з причетністю до зйомок у ньому Юрія Городянина-Лісовського.
У 2017 році був упорядником академічного видання роману «Холодного Яру», яке вперше відображало всі прижиттєві версії твору, зокрема й виправлення автора у виданні 1938 року. Автор приміток і наукового коментаря до цього видання, в якому розглянув роман як історичне джерело, а також навів деякі зауваги до біографії автора та його товариша, згаданого в романі під іменем «Андрій Чорнота». Ранні версії деяких статтей із цього видання публікувалися на сайті Historians.in.ua.
2022 року, вже після початку російського вторгнення в Україну, вийшов російський переклад «Холодного Яру», над яким Сергій Лунін працював з 2011 року. Видавець дав згоду 24 лютого, в день початку вторгнення, а літературну редакцію тексту зробила Алла Гопаченко в Харкові в умовах постійних бомбардувань.

### Перекладацька діяльність
У 2005—2007 роках переклав з англійської на російську історичні книжки для видавництва «Клуб сімейного дозвілля».
В липні 2015 року переміг на першому конкурсі перекладів з португальської на російську мову Por Outras Palavras.
З 2015 року як перекладач з англійської-на-російську та науковий редактор співпрацював із російським видавництвом Corpus, що входить до видавничої групи АСТ на правах імпринта. Видавництво звернулося до нього з пропозицією перекласти книжку Сергія Плохія «Остання імперія», про розпад СРСР. Згодом він переклав для них ще дві книжки Плохія — «Брама Європи. Історія України» та розслідування про вбивцю Степана Бандери. В березні 2019 року РНБО наклала санкції на групу АСТ. Відтоді Лунін перекладає для видавництва «Новое издательство», для якого переклав книжку Плохія «Чорнобиль. Історія ядерної катастрофи». За словами Плохія, «Професіоналізм і ретельність при звірці тексту з першоджерелами, проявлені Сергієм Луніним, допомогли вберегти російське видання не від однієї неточності».

## Скандали та контроверсійності
У 2014 році Лунін надрукував статтю під заголовком «„Холодний Яр“ Юрія Горліс-Горського: Археографічний аналіз» у виданні Historians.in.ua, де піддав критиці кількох колишніх упорядників видань роману «Холодний Яр», зокрема Романа Коваля, звинувативши його у свавільному перекручуванні тексту роману в перевиданнях. У відповідь Роман Коваль опублікував статтю-відозву під заголовком «„Літературний донос“ Сергія Луніна», де заперечував звинувачення на свою адресу, звинуватив Луніна в непрофесіоналізмі та нетактовністі та заявив, що на його думку, Юрій Горліс-Горський закінчував дискусію з такими людьми «ударом кинджала в ліву кишеню френча».
У січні 2020 року, після контроверсійного новорічного привітання Володимира Зеленського 31 грудня 2019 року, яке розкритикувала значна частина українських інтелектуалів, Лунін був одним із тих, хто навпаки захоплювався цим привітанням та заявив, що в новорічній промові Зеленського «вперше побачив звернення президента до людини, а не до населення, до рівного, а не до маси».
У червні 2020 року Лунін опублікував петицію на сайті президента з вимогою скасувати закони «Про освіту», «Про повну середню освіту» та «Про забезпечення функціонування української мови як державної». У травні журналіст видання «Заборона» Самуїл Проскуряков дорікав Українській Вікіпедії тим, що «за петицію на сайті президента України з вимогою скасувати новий мовний закон [Луніна] назвали „українофобом“».